# Йованович, Мари
Мари Луиза Йованович (англ. Marie Louise Yovanovitch; род. 11 ноября 1958, Канада) — американский дипломат.
Главный заместитель помощника госсекретаря по делам Европы и Евразии (2012—2013). Посол США в Кыргызстане (2005—2008), Армении (2008—2011) и на Украине (2016—2019). С 2019 — преподаватель Школы дипломатической службы (англ. — School of Foreign Service, SFS) Джорджтаунского университета в Вашингтоне.

## Биография
Мария Йованович — дочь Михаила Йовановича и Нади Йованович, в девичестве Феокритовой, бежавших из Советского Союза, а затем от нацистов. Родилась 11 ноября 1958 года в Канаде, переехала в Коннектикут в возрасте трёх лет и стала натурализованным американским гражданином в возрасте восемнадцати лет. Выросла, говоря по-русски.
В 1976 году окончила Кентскую школу в Коннектикуте, в которой её отец преподавал французский и русский языки, а мать — немецкий. Йованович получила степень бакалавра по истории и русскому языку в Принстонском университете в 1980 году. В 1980 году училась в Государственном институте русского языка имени А. С. Пушкина в Москве.
После окончания университета работала в Нью-Йорке в рекламном бизнесе.

### На дипломатической работе
С 1986 года на дипломатической службе США. Работала в дипломатических представительствах США в Могадишо (Сомали), Лондоне, Москве и Оттаве (Канада).
С мая 1998 по май 2000 года занимала должность заместителя директора отдела по делам России Государственного департамента США.
В 2001 году получила степень магистра в Национальном военном колледже Национального университета обороны.
С августа 2001 по июнь 2004 года работала заместителем американского посла и была временным поверенным в делах на Украине. В 2002 году подняла вопрос о нарушении Украиной санкций против Ирака в связи с подозрением в продаже Саддаму Хусейну партии радиолокационных систем «Кольчуга». Йованович утверждала, что кроме плёнок Мельниченко США якобы имели и другие доказательства этой сделки. Эти обвинения привели к значительному ухудшению украинско-американских отношений.
С августа 2004 по май 2005 года работала старшим советником заместителя государственного секретаря по политическим вопросам. Также работала международным советником и заместителем коменданта в школе национальной безопасности и ресурсной стратегии Университета национальной обороны им. Дуайта Эйзенхауэра и деканом Школы языковых исследований в Институте зарубежной службы Государственного департамента США.
В 2005 году назначена послом в Кыргызстане незадолго перед Тюльпановой революцией. В 2008 году её перевели на должность посла США в Армении, где она пробыла до лета 2011 года.
С 2012 года занимала пост главного заместителя помощника госсекретаря США по делам Европы и Евразии.
С 2 августа 2016 по 20 мая 2019 года — посол США на Украине.

### Отставка и участие в процессе импичмента Дональда Трампа
Йованович покинула пост посла в мае 2019 года по личному требованию президента Трампа, обвинившего её в нелояльности.
11 октября выступила на закрытых слушаниях в Конгрессе в рамках расследования, предваряющего объявление импичмента президента Трампа. Свою отставку Йованович назвала «невероятной и подозрительной», уточнив, что она была уволена «на основании… ни на чём не основанных и надуманных обвинений со стороны людей, которые руководствовались подозрительными мотивами». Она заявила, что обвинения в её «нелояльности» президенту Трампу распространял его личный адвокат Рудольф Джулиани и члены его ближайшего окружения:
Я не знаю, по каким причинам господин Джулиани решил объявить мне войну. Возможно, люди, связанные с ним, считали, что их личные финансовые амбиции пострадают из-за антикоррупционной политики, которую мы проводили на Украине.
Отставка Йованович и тот факт, что государственный секретарь Майк Помпео её по сути не защитил, вызвали критику карьерных американских дипломатов. По словам Уильяма Тейлора (бывшего посла США на Украине и временного поверенного в делах США на Украине, снова направленного в страну после отставки Йованович), в отношении Украины был организован «параллельный дипломатический канал», когда решения принимала не посол, а «люди с личными связями с Дональдом Трампом», что подрывает официальную политическую линию Госдепартамента.
16 декабря 2019 года личный адвокат президента США Дональда Трампа Рудольф Джулиани опубликовал сообщение в соцсети, обвинив Йованович в «намеренном препятствовании в выдаче американских виз украинцам, которые готовы дать показания о сговоре противников Трампа с украинскими властями». А также в том, что дипломат «дважды лжесвидетельствовала, когда отвечала на вопросы конгрессменов на слушаниях в рамках процедуры импичмента Трампа».

### После отставки
В 2019 году после возвращения из Киева Мари Йованович приняла предложение читать курс лекций в Школе дипломатической службы (англ. — School of Foreign Service, SFS) Джорджтаунского университета в Вашингтоне.
31 января 2020 года Йованович ушла с дипломатической службы.
В конце февраля 2020 года стало известно, что Йованович заключила соглашение с издательством Houghton Mifflin Harcourt о написании книги, в которой будет, в частности, рассказываться о её работе на Украине и об обстоятельствах возвращения в США. По данным агентства Associated Press, планируется, что Йованович получит от издательства гонорар в размере не менее $1 млн. Книга будет опубликована не раньше весны 2021 года.